# 希臘和丹麥的米歇爾王子
希臘和丹麥的米歇爾王子 RE（希臘語：Πρίγκιπας Μιχαήλ της Ελλάδας και της Δανίας；1939年1月7日—2024年7月28日）是希臘和丹麥王子，也是歷史學家、作家。除了擔任《建築文摘》的特約撰稿人之外，他還撰寫了幾本希臘和其他歐洲人物的歷史書籍和傳記。此外，米歇爾王子還是愛丁堡公爵菲利普親王、肯特公爵夫人瑪麗娜和羅馬尼亞王太后埃列娜的堂弟。同時，米歇爾王子還是希臘人的國王喬治一世最後逝世的孫輩。

## 家庭
1965年，米歇爾和瑪麗娜·卡雷拉結婚，兩人共有兩個女兒：
1. 亞歷珊德拉（英语：Princess Alexandra of Greece (born 1968)）（1968年出生）
2. 奧爾加（英语：Princess Olga of Savoy-Aosta）（1971年出生），阿普利亞公爵夫人